# РД-250
Ракетний двигун РД-250 (Індекс ГРАУ 8Д518) — це базова версія сімейства двокамерних рідинних ракетних двигунів, що включав модифікації РД-250, РД-251, РД-252, РД-261, РД-262. Двигуни використовували висококипляче двокомпонентне паливо: несиметричний диметилгідразин (також НДМГ, гептил) та тетраоксид азоту, часто називали НДМГ+АТ. РД-250 був розроблений ОКБ-456 для міжконтинентальної балістичної ракети Р-36 виробництва ПО «Південмаш». Модифікації двигуна також використовувалися в носіях Циклон-2 і Циклон-3, передбачалося використання в проекті Циклон-4 . Хоча всі великі проекти з використанням РД-250 та його модифікацій були припинені, станом на 2017 рік найбільш досконалі модифікації двигуна були заявлені ПО «Південмаш» як актуальні та що перебувають на виробництві.

## Історія

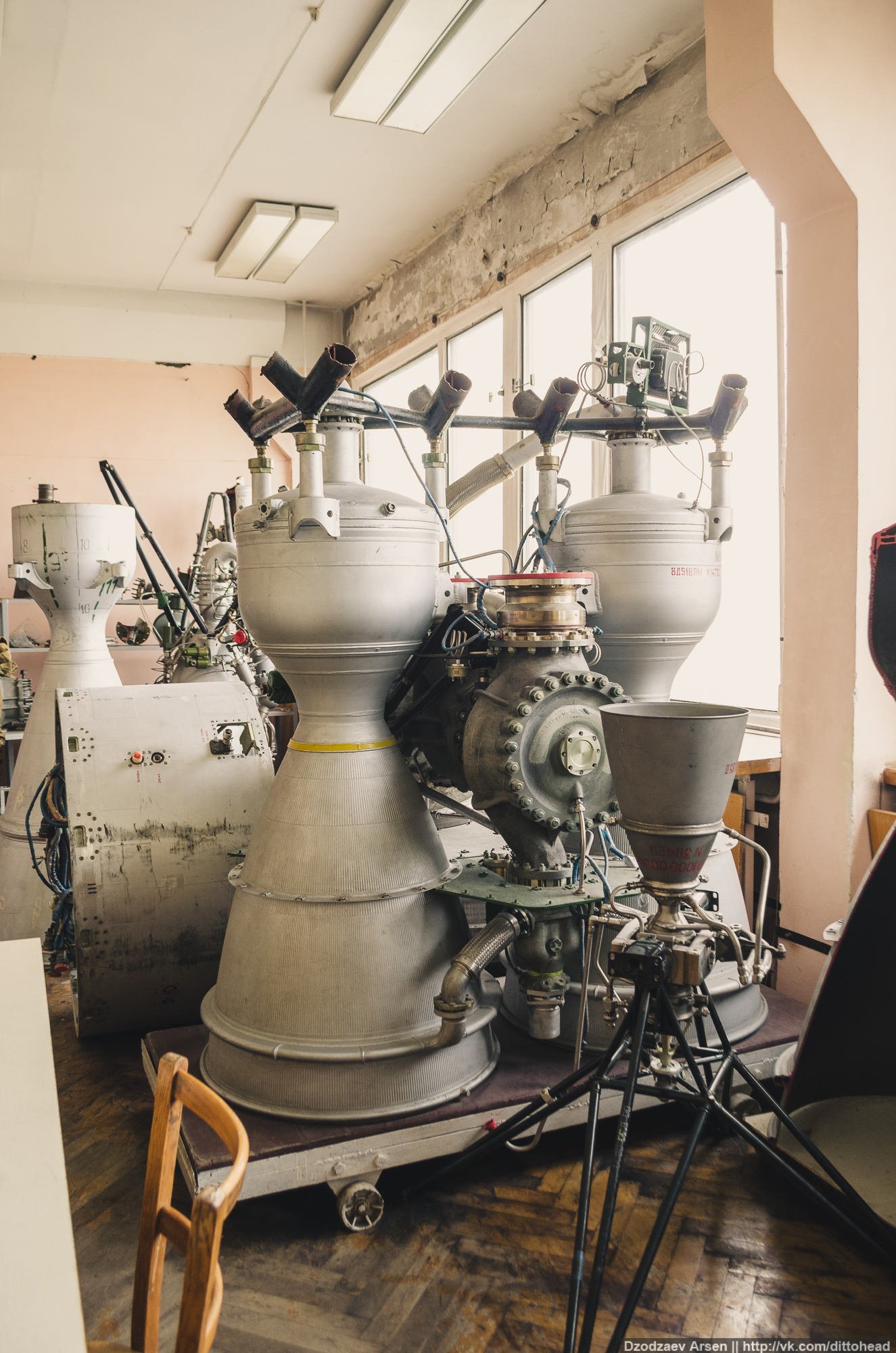
Двигун РД-250

Ініціатива розробки проекту нового сімейства МБРР із ракетними двигунами, що використовують висококиплячі компоненти ракетного палива (гептил і АТ), належала ОКБ-586, яким керував М. К. Янгель. На їхнє замовлення, починаючи з 1955, року розроблялися проекти РД-251 і РД-252 в ОКБ-456, провідним конструктором був М. Р. Гнесін. Проект РД-251 був двигуном, що складається з трьох двокамерних блоків РД-250, проект РД-252 являв собою один двокамерний двигун, конструктивно уніфікований із двигунами РД-251. Завдяки високому ступеню уніфікації розробка обох проектів була практично одночасною. Двигуни пройшли остаточні випробування в 1967 році і були прийняті на озброєння у складі ракетного комплексу Р-36, поступово замінюючи ракети на кріогенних видах палива. Виробництво здійснювалося заводом № 586.
У міру накопичення практичного досвіду експлуатації та постановки нових завдань у конструкцію основного двигуна вносилися зміни. Для ракети Р-36орб, що дозволяла виводити ядерні боєголовки на низьку навколоземну орбіту, було зроблене доопрацювання, що отримало назву РД-250М (блок із трьох РД-250М називався РД-251М). Також РД-251М і РД-252 використовувалися як двигуни першого та другого ступеня відповідно в проекті Циклон-2.
Для ракети-носія Циклон-3 ВО «Південмаш» були випущені модифікації для обох ступенів, що отримали назви РД-261 (двигун першого ступеня, що складався з трьох РД-250ПМ) і РД-262 (двигун другого ступеня, модифікований РД-252). РД-261 та РД-262 використовувалися на ракетах-носіях Циклон-3 аж до закінчення проекту у 2009 році. Пізніше ці двигуни планувалися як маршові двигуни першого і другого ступеня у спільному українсько-бразильському проекті Циклон-4, згорнутому через брак фінансування. Станом на 2017 рік двигуни РД-261 та РД-262 випускалися ПО «Південмаш».
У 2017 році, після випробувань КНДР ракети Хвасон-14, ряд західних фахівців та видань висловили припущення, що двигуни сімейства РД-250 могли опинитися у розпорядженні фахівців ракетної програми КНДР у вигляді промислових зразків або у вигляді технічної документації. Такий висновок було зроблено на підставі вивчення відкритих даних, у тому числі офіційно опублікованих кадрів стендового випробування в КНДР новітнього ракетного двигуна.

## Модифікації
- РД-250 (ГРАУ 8Д518): Базовий двигун сімейства, використовувався тільки у складі блоку з трьох двигунів, такий блок називався двигуном РД-251 і використовувався як маршовий двигун першої ступені на ракетах Р-36[1].
- РД-250П (ГРАУ 8Д518П): Удосконалений РД-250. Блок із трьох РД-250П називався двигуном РД-251П.
- РД-250М (ГРАУ 8Д518М): Удосконалений РД-250. Блок із трьох РД-250М називався двигуном РД-251М.
- РД-250ПМ (ГРАУ 8Д518ПМ): Удосконалений РД-250. Блок із трьох РД-250ПМ називався двигуном РД-261. Застосовувався на ракетах серії Циклон-3
- РД-252 (ГРАУ 8Д724): Варіант РД-250, призначений для використання як одиночний двигун. Використовувався на ракетах Р-36, Р-36П, Р-36орб і Циклон-2 як маршовий двигун другої ступені[1].
- РД-262 (ГРАУ 11Д26): Покращений варіант РД-252, призначений для використання як одиночний двигун. Використовувався на ракетах Циклон-3 як маршовий двигун другої ступені[1][3].

## Блоки двигунів
- РД-251 (ГРАУ 8Д723): Блок із трьох РД-250, використовувався як маршовий двигун першої ступені Р-36 (ГРАУ 8K67)[1].
- РД-251П (ГРАУ 8Д723П): Блок із трьох РД-250П, використовувався як маршовий двигун першої ступені Р-36П (ГРАУ 8K68).
- РД-251М (ГРАУ 8Д723М): Блок із трьох РД-250М, використовувався як маршовий двигун першої ступені ракет Р-36орб (ГРАУ 8K69) і Циклон-2.
- РД-261 (ГРАУ 11Д69): Блок із трьох РД-250ПМ, використовувався як маршовий двигун першої ступені Циклон-3[1][2].